# Machine Gun
Machine Gun ist ein Jazzalbum des Peter Brötzmann Oktetts, das im Mai 1968 in der Lila Eule in Bremen aufgenommen wurde. Es erschien zunächst im Selbstverlag und wurde 1972 bei Free Music Production wiederveröffentlicht. Das Album gilt heute als Meilenstein des europäischen freien Jazz, dessen Intensität kollektiver Ausbrüche den Hörer „gewehrsalvengleich überfällt.“ (Jazz Podium).

## Das Album und seine Vorgeschichte
Machine Gun war das zweite Album von Brötzmann nach For Adolphe Sax von 1967, das mit Peter Kowald, Sven-Åke Johansson und Fred Van Hove „unter einfachsten technischen Bedingungen“ aufgenommen wurde. Wie das Vorgängeralbum erschien es als Eigenproduktion, „denn eine Schallplattenfirma, die sich für diese Musik interessierte, war seinerzeit nicht in Sicht.“ 1968 versammelte Peter Brötzmann, der zuvor im Trio und 1967 im Quartett aufgetreten war, „die Spitze der europäischen Free-Jazz-Avantgarde um sich,“ außer den Genannten waren dies Evan Parker, Willem Breuker, Buschi Niebergall und Han Bennink.
Wie Brötzmann im Rückblick feststellte, war das Jahr 1968 „das Jahr der Großen Orchester, wo wir uns unter Freunden trafen, um wie die Verrückten zu spielen.“ Unterstützt wurde er dabei vom Konzertveranstalter Fritz Rau. Mit diesem Oktett trat er im Lauf des Jahres mehrfach auf Festivals auf, so auch auf den Essener Songtagen Ende September 1968, bereits am 24. März 1968 auf dem Deutschen Jazzfestival in Frankfurt am Main zusätzlich mit Gerd Dudek; in der Woche darauf spielte das Oktett mit Manfred Schoof bei Jazz Ost-West in Nürnberg und verstärkt um Schoof und Paul Rutherford im November 1968 auf dem Total Music Meeting, das als Gegenveranstaltung zum Jazzfest Berlin unter anderem von Brötzmann (der aus dem Berliner Jazzfest damals wieder ausgeladen wurde, weil er nicht im Anzug auftreten wollte) initiiert wurde.
Im Mai 1968 ließ Brötzmann nachts und morgens in der Lila Eule in Bremen, wo er zuvor häufig gespielt hatte und wusste, dass er bei den Aufnahmen nicht gestört wurde, sein Oktett die Musik von Machine Gun aufnehmen. Der Kritiker Manfred Miller „besorgte“ das Aufnahmeequipment von Radio Bremen. Da damals in der Lila Eula jeden Abend eine Veranstaltung stattfand, mussten die Musiker nach diesen Veranstaltungen in den Club gehen, dort aufbauen und spielen. Am nächsten Tag arbeiteten sie dann weiter, bis sie am Abend Platz für die nächste Veranstaltung machen mussten. Die Tontechniker mussten die Mikrofone mit geliehenen Decken aus dem Bremer Theaterfundus verhängen, um den Lautstärkepegel zu dämpfen und eine Aufnahme erst zu ermöglichen.
Brötzmann sah sich mit seiner kompromisslosen Musik damals als Teil der 68er-Bewegung: „Eine brutale Gesellschaft, die Biafra und Vietnam zulässt, provoziert natürlich eine brutale Musik.“ In einem Interview mit Siegfried Schmidt-Joos im Jazz Podium vom April 1968 meinte er hingegen auf die Frage, ob er mit seiner Musik schockieren wolle: „Das nicht. Die Musik kommt aus uns selbst wie sie ist, und wir beabsichtigen in keiner Weise irgendwen zu schockieren. Andererseits muß man wissen, in welcher Zeit man lebt, man muß wissen, dass viele Dinge geändert werden müssen.“ In einer Podiumsdiskussion im WDR im Mai 1967 machte er auf eine Frage von Siegfried Loch als wesentlichen Unterschied von Free Jazz zu traditionellem Jazz (etwa eines Klaus Doldinger) die „Verantwortung für sich selbst und die Gesellschaft“ aus.
Der gelernte Grafiker Brötzmann schuf auch das Cover des Albums mit einem GI hinter einem Maschinengewehr. Sein Haus in Wuppertal war damals Anlaufstelle für vor dem Vietnamkrieg desertierende GI’s. Der Titel des Albums spielte auch auf einen Spitznamen für Brötzmann an, den ihm 1966 Don Cherry in Paris gegeben hatte.

## Die Musik des Albums
In der Beurteilung von Ekkehard Jost lebt die Musik von Machine Gun „von ihrer emotionalen Hitze und ihrer geradezu atemberaubenden Intensität.“ Dennoch überwinde sie die freie und ungeplante Spielweise des Freeform Jazz: „Es ist eine äußerst intensive, vielfach bis ins Geräuschhafte gesteigerte Musik, ein vorrangig auf kollektive Energieproduktion gerichteter Spielprozess, der durch die rudimentären kompositorischen Vorgaben Brötzmanns, Van Hoves und Breukers eine gewisse formale Gliederung erfährt und der – anders als bei Adolphe Sax – in der geplanten Folge von Kollektiven, Soli und thematischen Einschüben so etwas wie eine Dramaturgie des Ablaufs erkennbar werden lässt.“ Die Platte ist trotz der unterschiedlichen Strukturvorgaben der einzelnen Stücke im Wesentlichen „monochrom“, also nicht sehr vielfältig.
Das Stück Machine Gun hat nach der Beschreibung von Jost zunächst eine „in Tonrepetitionen stakkatierende Einleitung“, die an „Trommelfeuer“ erinnert, weil ihr eine „quasi perkussive“ Spielweise zu Grunde liegt. Die Intensität dieses Stücks erreichen die beiden anderen Kompositionen nicht ganz. Mit Responsible erinnert Van Hove an den verstorbenen Schlagzeuger Jan Van den Ven, der mit ihm und Kris Wanders ein Trio gebildet hatte; es endet mit einem Kwela-Thema. Breukers Titel Music for Han Bennink baut auf einem einfachen Riff auf, das immer wiederholt und dabei gesteigert wird. Am Ende der Stücke fanden sich „die Spieler in schrulligen Rock- oder Samba-Derivaten wieder,“ die humorvoll zitiert wurden.

## Titelliste

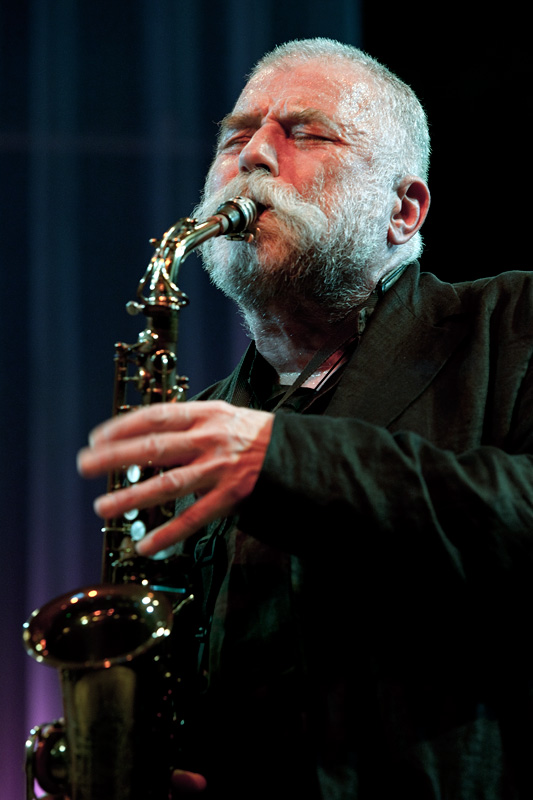
Peter Brötzmann, mœrs festival 2010

### LP-Ausgabe
- Peter Brötzmann: Machine Gun. (BRÖ 2, 1968; FMP 0090, 1972)

1. Machine Gun (Brötzmann) 17:19
2. Responsible (Van Hove) 8:20
3. Music for Han Bennink (Breuker) 11:29

### CD-Ausgabe 1990
- Peter Brötzmann: Machine Gun. (FMP CD 24, 1990)

1. Machine Gun (Second Take) (Brötzmann) 14:57
2. Machine Gun (Third Take) (Brötzmann) 17:13
3. Responsible (For Jan Van den Ven) (First Take) (Van Hove) 10:00
4. Responsible (For Jan Van den Ven) (Second Take) (Van Hove) 8:12
5. Music for Han Bennink (Breuker) 11:22

### The Complete Machine Gun Sessions
- The Peter Brötzmann Octet – The Complete Machine Gun Sessions. (Atavistic – Unheard Music Series ALP262CD)

1. Machine Gun (Brötzmann) 17:19
2. Responsible / For Jan Van de Ven (Van Hove) 8:20
3. Music for Han Bennink (Breuker) 11:29
4. Machine Gun (Second Take) (Brötzmann) 15:01 Alternate Take
5. Responsible / For Jan Van de Ven (First Take) (Van Hove) 10:08 Alternate Take
6. Machine Gun (Brötzmann) 17:40[26]

## Editionsgeschichte
Machine Gun erschien zunächst in einer Auflage von 300 Exemplaren auf dem privaten BRÖ-Label und wurde 1972 bei der von Brötzmann mitgegründeten Free Music Production wiederveröffentlicht. In deren Katalog war es eins der sich am besten verkaufenden Alben. Im Jahr 1990 erschien es bei FMP als Compact Disc, ergänzt um zwei bislang unveröffentlichte Alternate takes. 2007 erschien bei dem auf Free Jazz spezialisierten Chicagoer Label Atavistic Records die CD The Complete Machine Gun Sessions, die zusätzlich eine frühere Version des Titelstückes enthielt, die im März 1968 auf dem Deutschen Jazzfestival in Frankfurt mitgeschnitten wurde und bei der auch der Saxophonist Gerd Dudek mitwirkte. 2011 erschien in limitierter Ausgabe von 500 Exemplaren bei Slowboy Records eine Vinyl-Ausgabe des Original-Albums, dessen Cover in dreifarbigen Siebdruck-Verfahren hergestellt wurde.

## Rezeption und Auszeichnungen
Machine Gun erregte „in Fachkreisen Aufsehen“ und wurde „sehr kontrovers diskutiert“. Im Spiegel wurde 1968 eher amüsiert über die „destruktive Akustik“ der Platte mit der „bislang radikalsten Jazz-Absage an den Wohlklang“ berichtet. Andere zeitgenössische Kritiker sahen damals Parallelen zur Musik von Albert Ayler, allerdings anders als die US-amerikanischen Vorbilder geprägt durch die Erfahrungen der politischen Geschichte Europas (so Barry Miles in der Besprechung des Albums in der Londoner International Times, Nr. 39, 1968) Auch der FAZ-Kritiker Ulrich Olshausen bezeichnete Brötzmann „als Deutschlands Albert Ayler, eine Imitation von täuschender Ähnlichkeit“. Als Nachwirkung von Machine Gun wurde Brötzmann „einer der Häuptlinge des europäischen Free Jazz“ und nahm zahlreiche weitere Alben, zunächst für FMP, auf. Rolf-Ulrich Kaiser schrieb Anfang 1969, Machine Gun sei eine der Platten gewesen, die er 1968 am meisten gehört hätte, „weil sich Brötzmann und Leute halt nicht den gewünschten Festival-Anzug anziehen.“
Für Steve Lake, dessen Beitrag für das Magazin The Wire als Liner Notes zur CD-Ausgabe abgedruckt wurde, war Machine Gun die erste authentische Jazzplatte Europas, weil sich die Musiker seiner Ansicht nach nicht darum scherten, was die Amerikaner vorgaben; zudem waren Musiker aus fünf Nationen Europas an dem Album beteiligt, die zur musikalischen Avantgarde gehörten. Auch für Ekkehard Jost war es „die erste wirklich europäische Plattenproduktion der Jazzgeschichte“. Mit ihrem „Powerplay“ setzte Machine Gun „mit expansiveren Klangmitteln fort …, was in Adolphe Sax begonnen wurde“. Für Colin Larkin ist es „das vielleicht wildeste und brutalste Album der Jazzgeschichte, ein Markstein der europäischen Avantgarde.“ Indem es das Unerträgliche einfasse, sei ein Sinn sowohl für emotionale als auch technische Extreme enthalten, was eine seltsamerweise süchtig machende, wenn nicht gar entleerende Erfahrung sei.
Während Ronald Atkins in Brötzmanns Oktett-Aufnahme „Europas Antwort auf Coltranes Ascension“ sieht, ist für David Borgo Machine Gun – das erste Album, das viele aus der ersten Generation europäischer Free-Jazz-Musiker zusammenbrachte – aus dem Bedürfnis zu verstehen, so viel wie möglich an Grenzen zugunsten musikalischer Ausdrucksweisen einzureißen. Auch für Max Harrison, Eric Thacker und Stuart Nicholson ist das Album ein wichtiges Zeugnis der gesamteuropäischen Free-Jazz-Bewegung der späten 1960er Jahre, da es einen musikalischen Zugang ankündigte, der sich extrem von der amerikanischen Herangehensweise unterschied und später von Kowald „Kaputtspielen“ genannt wurde. Es sei ein Album, das anstoße, abstoße und wieder anstoße.
Für Thurston Moore ist das Album ein „zerschmetterndes, dröhnendes Wunderland des Noise.“ Hingegen hält Ralf Dombrowski fest, erst im Nachhinein könne man verstehen, was die Musiker mit der Bemerkung gemeint haben könnten, Machine Gun enthalte eigentlich humorvolle Musik. „Denn im Vergleich zu afroamerikanischen Free-Aufnahmen, etwa von Albert Ayler, John Coltrane oder Pharoah Sanders, die immer entweder einem politischen oder spirituellen Impetus folgten, waren die Sessions aus der Bremer »Lila Eule« einfach nur frech.“ Dombrowski ist der Ansicht, dass die Musiker sich kein ästhetisches Ziel gesetzt hätten, sondern „mit der gleichen Unbedarftheit drauflos“ gelärmt hätten, „wie sich andernorts Kommunarden in natürlicher Schönheit ablichten ließen.“ Er betont die „Kraft“, mit der das Oktett spielte: An Stelle von dynamischen Nuancierungen waren „Lärmsalven vom überblasenen Saxophon, Donnerschlagzeug, Klaviercluster und Bassgewummer“ zu hören. „Fest steht, dass die dieses Album vieles weggeblasen hat, was zuvor an halbseidenen freien Improvisationen den Anspruch auf künstlerische Freiheit erhob.“
Gegensätzlich bewertet Ekkehard Jost Machine Gun als „eine energiegetriebene, freie Kollektivimprovisation, welche das Regelwerk und die Klangideale des traditionellen Modern Jazz auf radikale Weise in Frage stellt.“ Jost untersucht, was das Album mit den politischen Ereignissen des Mai 1968 zu tun hat, und kommt zu dem Ergebnis, dass es sich dabei um ein symbolisches Datum handelt, dessen Wurzeln weit zuvor liegen. Ähnlich sei auch das Album „eine symbolträchtige Plattenproduktion, die – wie kaum eine andere – den stilistischen Umbruch im europäischen Jazz der späten 1960er Jahre zu markieren scheint.“ Dabei spiele auch der Titel der Aufnahme eine erhebliche Rolle: „Welcher Jazzmusiker hatte schon bis dahin eines seiner Stücke mit Maschinengewehr betitelt?“ Brötzmann wehrte sich Ende der 1970er Jahre im Gespräch mit Bert Noglik ausdrücklich dagegen, das Album politisch misszuverstehen. „Weder der Titel noch die gesamte Musik waren in einem vordergründigen Sinne programmatisch gemeint. Alles, was darum gedichtet wurde, ist unsinnig.“ Auch wenn Brötzmann selber darauf hinweise, dass der Titel nicht mit Politik zu tun habe, sondern privater Natur sei und daran erinnere, dass Don Cherry ihn wegen seiner stakkatohaften Spielweise so genannt habe, vermittelte der Titel „ohne Zweifel politische Assoziationen. Immerhin blickt uns vom Cover der Platte ein Soldat hinter seinem Maschinengewehr entgegen.“
Das Album wurde 2006 in die Liste der 100 Jazz Albums That Shook the World (#60) aufgenommen; Duncan Heining schrieb:

“Political statement, samizdat reflection on events or Janovian primal scream? Surely one of the most extreme albums ever recorded it’s a musical manifesto from the European free jazz underground, an answering call to like-minds across the Atlantic and rallying cry for those at home. The title track features “solos” by the three horn players and pianist Van Hove, each as ferocious as the other. ‘Responsible’, for all its atonal howling, ends with a fabulous latin vamp while ‘Music For Han Bennink’ squeals and yelps with joy. Machine Gun leaves you shaken to the core.”

Auch Ian Carr hob im Jazz – Rough Guide das Album als eines der bedeutendsten in Brötzmanns Diskographie hervor und schrieb, dessen Versammlung führender Free-Jazz-Musiker wende das Aufnahmestudio „in eine Brennkammer mit einem gewaltigen Frei-für-alle“. Es sei erstaunlich, dass alle Beteiligten nach diesem Ausflippen noch genügend Energie hatten, zwei Alternate Takes einzuspielen, was das Album zu „einem faszinierenden Dokument dieser aufregenden Zeit“ mache. Scott Yanow stellt das Album ebenfalls heraus; es sei nicht nur eines der wenigen Alben, wo Brötzmann seine Mitspieler nicht dominiere, sondern den Freeform-Alben von ESP durchweg ebenbürtig, aber mit der dreifachen Intensität eingespielt.
Richard Cook und Brian Morton zeichnen das Album in The Penguin Guide to Jazz mit der Höchstnote von vier Sternen und der zusätzlichen Krone (a special token of merit) aus. Während Brötzmanns erstes Album ihrer Ansicht nach noch Ähnlichkeiten mit amerikanischen Vorbildern, wie etwa Albert Aylers Spiritual Unity hatte, „ein roher, grausamer, dreiseitiger Anschlag“, werde dies durch Machine Gun überboten, das auch Cook/Morton zu den „bedeutendsten Dokumenten des europäischen Free-Jazz-Untergrunds“ zählen. „Die drei Saxophonisten feuern eine endlose Runde von Sprengsätzen, überblasenen Geräuschen ab, die auf dem fortgesetzten Crescendo aufbaut, das Bennink und Johansson zustande bringen“, so die Autoren, „und so chaotisch es klingt, ist die Musik von fester Absicht und Kontrolle geprägt. Auch wenn die Aufnahme unbearbeitet ist, passt das körnige Timbre zu dieser Musik.“ Die beiden Alternate Takes der CD-Version von 1990 entsprächen den Originalversionen in „ihrer fürchterlichen Gewalt.“
Das Magazin Rolling Stone wählte das Album 2013 in seiner Liste Die 100 besten Jazz-Alben auf Platz 33. 2018 wurde in Bremen unter dem Motto 50 Jahre Peter Brötzmann Machine Gun eine mehrtägige Gedenkveranstaltung durchgeführt.